# Dinsac
Dinsac é uma comuna francesa na região administrativa da Nova Aquitânia, no departamento de Alto Vienne. Estende-se por uma área de 19,43 km². Em 2010 a comuna tinha 277 habitantes (densidade: 14,3 hab./km²).